# Beira
Beira er den næststørste by i Mozambique. Den ligger nordøst i landet i provinsen Sofala. Den havde en befolkning på 533.825 indbyggere i 2017. Havnen er vigtig for regionen, da den fungerer som en indgangsportal til både det indre område og indlandsstaterne Zimbabwe, Zambia og Malawi.
Beira var kernebyen for RENAMO i borgerkrigen i Mozambique, som sluttede i 1994. Nu hvor RENAMO er et anerkendt politisk parti, forbliver Beira dets kerneområde i valgene.
Under kolonitiden var Beira kendt for sin store engelsksprogede befolkning, og den var et yndet feriemål for hvide rhodesere. Et minde om dette er det tidligere Grande Hotel nær bredden til det Indiske Ocean. Hotellet ligger nu næsten i ruiner, men er overtaget af omkring 1000 fattige beirere.
Attraktioner i byen inkluderer dens katedral, fyrtårn og Makuti-stranden. Her ligger også en lufthavn, og byen er endestation for en jernbanelinje, som går til Harare.
Beira blev, sammen med Maputo og store dele af det sydlige Mozambique, ramt af oversvømmelser i 2000. Millioner var hjemløse og hundredvis døde. Oversvømmelsen havde negativ påvirkning på den lokale økonomi. I marts 2019 hærgede orkanen Idai området, og ifølge Røde Kors blev 90 % af Beira ødelagt, blandt andet som følge af oversvømmelser. I første omgang var de menneskelige omkostninger ikke kendt.